# Архипов, Валерий Валентинович
Вале́рий Валенти́нович Архи́пов (род. 2 октября 1961, Потсдам, Германия) — российский художник, декан художественного факультета ВГИК, профессор. Заслуженный художник Российской Федерации. Академик РАХ (2020).

## Биография
В 1993 году окончил Всероссийский государственный университет кинематографии имени С. А. Герасимова.
Член Московского Союза художников (1993).
С 2009 года — декан художественного факультета ВГИК.
В настоящее время совмещает педагогическую деятельность с работой художника-постановщика на студии «Мосфильм». Принимал участие в создании более 30 фильмов.
Сегодня работы художника находятся в частных коллекциях за рубежом и во многих музеях мира.
Его персональные выставки в Италии, Германии, Франции, Америке, Иране, Ливане принесли ему широкое международное признание и множество престижных призов и наград, в их числе Гран-при на Международной выставке графики в Тригостеле в 1996 и 1997 годах, звание лауреата Международной художественной выставки в Сан-Рафаэле.
В 2009 года указом президента РФ Д. А. Медведева за заслуги в области изобразительного искусства Валерию Архипову было присвоено почетное звание «Заслуженный художник РФ».
Член Союза кинематографистов (с 2011). Академик РАХ (2020).

### Персональные выставки
- 1995 - Выставка станковой графики. ОНЦ им. Н. Н. Блохина, Москва
- 1995 — Выставка в галерее «BEMMER». Париж, Франция
- 1996 — Выставка живописи. ОНЦ им. Н. Н. Блохина, Москва
- 1996 — Выставка станковой графики. Зеркальный зал. Бейрут, Ливан
- 1996 - Выставка графики в галерее «BEMMER». Париж, Франция
- 1997 — Выставка станковой графики «Воспоминания о Москве», посвященная 850-летию г. Москвы. Галерея «Паллукс», Зеленоград
- 1998 — Выставка живописи, графики «От 6 до 36» (Валентин Архипов,Валерий Архипов). Государственный Зеленоградский

историко-краеведческий музей
- 1998 — Выставка книжной графики. Галерея «Паллукс», Зеленоград музей, Зеленоград, Россия
- 1999 — Выставка графики. Представительство фирмы «Байер», Москва
- 1999 — Выставка графики. Лиль, Франция
- 1999 — Выставка графики к 200-летию со дня рождения А. С. Пушкина.
- 1999 — «Русский дом», Брюссель, Бельгия
- 2000 — Презентация графических иллюстраций по произведению В. Аксенова «Затоваренная бочкотара». РКЦ, Вашингтон, США
- 2000 — Выставка графической серии «Провинциальные истории». РКЦ, Париж, Франция
- 2000 — Выставка графики. Лиль, Франция
- 2001 — Выставка графики. Лиль, Франция
- 2001 — Художественная выставка графики. GIG HARBOR, США
- 2002 — Художественная выставка графики. Спецсетьстройбанк, Москва
- 2002 — Художественная выставка графики. РКЦ, Вашингтон, США
- 2005 — Художественная выставка графики. «Дом Озерова», Коломна
- 2008 — Выставка графики «Души прекрасные порывы…». Государственный музей А. С. Пушкина, Москва
- 2011 — «За белым полотном экрана». Галерея «Капитель», Москва
- 2011 — Выставка графики, киноэскизов и костюма. МГАХУ памяти 1905 года, Москва
- 2013 — Выставка графической серии «Провинциальные истории». Галерея Вересов, Москва
- 2014 — Выставка коллекции фарфоровых блюд «Маскарад» и «Сказка о царе Салтане». Галерея Вересов, Москва

### Работы в музейных и частных коллекциях
- Государственный музей А. С. Пушкина, Москва, Россия
- Государственный центральный театральный музей имени А. А. Бахрушина, Москва, Россия
- Российский Центр Международного Научного и Культурного Сотрудничества в США, Вашингтон
- Дом-музей А. П. Чехова, Москва, Россия
- Государственный Зеленоградский историко-краеведческий музей, Зеленоград, Россия
- Дом-музей Е. Нагаевской и А. Ромма «Русский Авангард», Бахчисарай, Украина.
- Частные коллекции:

Россия, США, Германия, Франция, Бразилия, Япония.

### Каталоги
- В. Архипов. Разные истории. М., 2013. ISBN 978-5-4253-9577-0 (ошибоч.)
- В. Архипов. Провинциальные истории. М., 2012. ISBN 978-5-425-30555-8